# The Matchroom Stadium
Matchroom Stadium – stadion piłkarski położony w północnym Londynie, w Wielkiej Brytanii. Stadion bardziej znany pod nazwą Brisbane Road. Z powodu umowy sponsorskiej nazywany obecnie Matchroom Stadium. Obiekt został otwarty w 1937 roku. Na tym stadionie swoje mecze rozgrywa zespół Leyton Orient F.C. Jego pojemność wynosi 9 271 miejsc.